# Julius Rudolf Christof von Oldenburg
Julius Rudolf Christof von Oldenburg (* 1735) war ein preußischer Offizier und Ritter des Ordens Pour le Mérite.

## Leben
Oldenburg war Angehöriger des gleichnamigen Adelsgeschlechts. Er trat in die Preußische Armee ein und nahm 1757 als Fähnrich im Regiment Garde an der Schlacht von Leuthen teil. Im Januar 1773 wurde ihm in Regimentsunterlagen ein Alter von 37 Jahren und elf Monaten attestiert. Am 27. September 1781 avancierte er beim Regiment Garde zum Stabskapitän. Zum Jahrestag der Schlacht von Leuthen erhielt er in Potsdam am 5. Dezember 1786 als Major im Regiment Garde den Orden Pour le Mérite verliehen. Dazu berichtet die Spenersche Zeitung Nr. 147 vom 9. Dezember 1787: „Potsdam, den 6. Dezember....an dem Jahrestage..., des 1757 erfochtenen herrlichen Sieges  bei Leuthen hatten wir eine rührende militärische Feierlichkeit. S.M. ertheilten nämlich ... den noch im Dienst stehenden Offizieren des 2. und 3. Bataillon Garde öffentliche Beweise von Dero gnädiger Achtung. Die itzigen Stabsoffiziere  .... von Oldenburg, Major im Regiment Garde, ...., erhielten auf Befehl S.M. ... aus den Händen des Kommandanten der hiesigen Residenz, Herrn Generallieutenant von Rohdich den Orden p.l.m …“ Seine Beförderung zum Oberstleutnant erfolgte am 11. Januar 1793 und im März 1794 erhielt er seine Dimission, nachdem er durchgängig beim Regiment Garde stand.